# Карлос Кляйбер
Карл Людвіґ Боніфаціус Кляйбер (нім. Karl Ludwig Bonifacius Kleiber, 3 липня 1930, Берлін — 13 липня 2004, Коньшиця, Словенія), також відомий, як Карлос Кляйбер (нім. Carlos Kleiber) та під псевдонімом Карл Келлер (нім. Karl Keller) — австрійський та німецький диригент, вважається одним із найвизначніших диригентів 20-го століття.

## Життєвий шлях
Карлос Кляйбер — син австрійського диригента та генерального директора Берлінської державної опери австрійця Еріха Кляйбера та американки Рут Гудріч. Народився у Берліні. Мати Рут мала у своїх коріннях єврейських родичів, а також шотландського письменника-романіста сера Вальтера Скотта. На знак протесту проти втручання нацистського режиму в справи мистецтва, батько 1935 р. переїхав з усією сім'єю до Зальцбурга. Згодом родина з маленьким Карлосом переїхала до Швейцарії, а в 1940 у Буенос-Айрес. Поруч із навчанням у школі, Кляйбер розпочав заняття композицією та співом, навчався грі на фортепіано та ударних. Одні з перших своїх музичних вражень отримав у Teatro Colón, куди він супроводжував батька на репетиції.
1949-го розпочав навчання хімії у Вищій технічній школі Цюриха (нім. ETH Zürich), проте вже 1950-го полишив навчання, щоб продовжити музичну освіту в Буенос-Айресі у Артуро Тосканіні.
1952-го розпочинає свою кар'єру коррепетитором у Gärtnerplatz-Theater у Мюнхені. У 1954 р. стає музичним директором у Потсдамі й використовує при цьому псевдонім «Karl Keller». Після короткотермінової діяльності у Віденьській Народній Опері (нім. Wiener Volksoper), у 1958-64 рр. працював у нім. Deutsche Oper am Rhein, де і відбувся його офіційний дебют як диригента, у 1964-66рр. діяльність в нім. Opernhaus Zürich. 1966-68р. Був першим капельмайстром державного театру Штуттґарта. У 1966 р. перші закордонні гастролі на Едінбурґський фестиваль.

## Відзнаки
1978-го відзначений Почесним призом у галузі культури міста Мюнхена (нім. Kultureller Ehrenpreis der Landeshauptstadt München). 1990 р. — орден Pour le mérite, (фр. За заслуги) у галузях науки та культури. 1992 р.— Австрійський орден Пошани у галузях Науки та Мистецтва (нім. Das Österreichische Ehrenzeichen für Wissenschaft und Kunst), вже після отримання 1980 р. австрійського громадянства, потім — Золоту паличку міланського Scala та Приз німецького Звукозапису (нім. Deutscher Schallplattenpreis), Орден за заслуги Баварії (нім. Bayerischer Verdienstorden) та Орден за заслуги ФРН нім. Verdienstorden der Bundesrepublik Deutschland.

## Дискографія
Опубліковані записи: Вільний стрілець (нім. Freischütz) Вебера, Трістан та Ізольда Ваґнера, два Live-відео з трансляції Rosenkavalier Штраусса, La traviata, Otello, Верді, Кажан Й. Штрауса (як для платівки, так і Live-відео з трансляції), Симфонії Бетховена Nr. 4 (Live-запис та відео), 5, 6 (Live-запис) та 7 (live, як для платівки, так і для відеопродукції) також Увертюра Coriolan на відео; Йоганнес Брамс: 4-та симфонія (платівка та відео) та 2-га (відео), Шуберт: 3-тя та 8-ма (h-Moll; «Незавершена»), Симфонії Моцарта Nr. 33 та 36 (обидві на відео); Гайдн, Симфонія з литаврами (нім. Sinfonie mit dem Paukenschlag), три Варіації з Воццека Берґа, фортепіанний концерт Дворжака та Новорічні концерти Віденьського філарм. оркестру (нім. Neujahrskonzerte der Wiener Philharmoniker) у 1989 та 1992 рр.

## Виноски
1. 1 2 3  Deutsche Nationalbibliothek Record #129264989 // Gemeinsame Normdatei — 2012—2016.
2. 1 2  Bibliothèque nationale de France BNF: платформа відкритих даних — 2011.
3. 1 2  Obrazi slovenskih pokrajin — ISSN 2712-5408
4. ↑  LIBRIS — Королівська бібліотека Швеції, 2012.
5. ↑  carlos-kleiber.de. Архів оригіналу за 15 травня 2011. Процитовано 26 лютого 2011.